# 初日高升
初日高升（日语：ソールオリエンス），是日本現役純種競賽馬匹。目前主要勝出賽事有2023年之皋月賞。

## 出賽前
2020年4月4日出生於北海道千歲市社台牧場，成長途中於一口馬主俱樂部Shadai Race Horse Co. Ltd.進行馬主募集。
其後交由美浦訓練中心練馬師手塚貴久訓練。

## 競賽生涯

### 2歲
通過出閘測試後於2022年11月13日出戰2歲新馬戰，由戶崎圭太策騎。比賽開始後，其選擇於第三的先頭位置推進，進入直路後開始加速並和生活格調展開激烈的纏鬥，最終初日高升率先透出之下以頭位驚險地取得首勝。

### 3歲
2023年1月15日出戰京成盃作爲年度首戰，改由橫山武史策騎，賽前僅次於幻術七傑取得第二人氣。比賽開始後，其停留於尾四的位置等待時機，通過第三彎道後開始發力並進佔先頭位置。進入直路後，其隨即加速衝出，以後600米34.5秒的驚人末腳不斷由外檔蠶食，最終超越前方所有馬匹外，更拉開第二的Omega Rich Man 2 1/2馬位取得首個分級賽冠軍。
4月16日於未出戰任何前哨戰下直走皋月賞，落後共同通信盃冠軍幻影俠獲得第二人氣。比賽開始後，前方由花崗石帶出並做出前1000米58.5秒的較快步速，初日高升則始終於後方位置穩步追走。於直路入口時，其仍然處於隊伍最後方的位置，此時騎師橫山指揮其抽出外檔避開較爲崎嶇的賽道加速。直路中段，初日高升於外檔位置奮力衝刺，最終跑出全場最快的後600米35.5秒末腳下，於最後關頭前超越處於先頭的鍵琴高奏及幻影俠，以1 1/4馬位優勢取得首個分級賽冠軍。
其後出戰東京優駿（日本打吡）劍指無敗二冠，亦因如此在此前以1.8倍數獨贏賠率獲得第一人氣。比賽開始後，前方由Pax Ottomanica帶出慢放，而初日高升則於中團靠前位置展開推進。進入直路後，其仍然處於中團位置且被馬匹包圍，雖然騎師橫山不斷尋找位置並於最後350米指揮其抽出加速，但最終仍然無法彌補直路初段的不利局面，奮力追趕之下仍以頸位差距落後鍵琴高奏得第二。
入秋後以聖烈特紀念作爲起動戰，賽前獲得第一人氣。比賽開始後，其始終維持於中團外檔位置穩步追走，並於通過第四彎道時候抽出大外檔望空。然而此動作導致其浪費些少腳程，令其即使於直路上爆發出優秀的末腳，仍然無法縮窄和一早衝出的生活格調的距離，最終以1 3/4馬位敗於對手取得第二。
其後出戰目標菊花賞，賽前獲得第一人氣。比賽開始後，其由外檔位置逐步進佔靠後位置以等待時機，並於比賽前半部分時間均保持此速度推進。進入第二圈對面直路後，騎師橫山指揮其逐步發力，於約莫外檔三疊的位置加速。進入直路後，其成功突破並於外檔衝出，可惜仍然無法挽回留後的劣勢下未能追上領放馬堅韌力及稍早前衝出的鍵琴高奏，最終以第三完賽。
完成菊花賞後出戰有馬紀念挑戰年長馬匹，而由於本次比賽其主戰騎師橫山武史選擇策騎駿天宮，因而改由川田將雅代打。比賽開始後，其選擇迅速閃入內欄後放慢速度，並保持於中團靠後位置減省腳程的消耗。然而進入直路後，由於其前方的馬群並未顯著散開，導致其加速路線受到阻礙，最終僅以第八完賽。

### 4歲
2024年以中山紀念作為首戰，比賽途中一直保持於中團靠後位置，通過第三彎道前其逐步抽出外檔位置進行加速。進入直路後，其處於約莫第九疊左右的大外檔並開始進行衝刺，縱然跑出全場最快末腳，但最終仍然未能超越於內欄佔先的摩天雲霄、小艇及地標圖形以第四落敗。
其後出戰一級賽大阪盃，比賽初段守於中團位置下於通過第三彎道前逐步於外檔爬升，於直路入口進佔靠前的位置。然而進入直路後，其於中檔位置的衝勢未能順利加速，最終僅跑獲第七的戰績。
完成大阪盃後出戰6月的寶塚紀念，因近況不佳於賽前僅獲得第七人氣。比賽開始後，其選擇於較後的位置展開追走，於通過第三、四彎道時候仍然處於尾二的位置未有太大動作。進入直路後，騎師橫山選擇控制其抽出外檔逐步加速並不斷超越其他對手，雖然於最後關頭稍微受阻未能追過前往的響號，但仍然可以壓贏內側的寶徠歌劇跑獲一席第二。
進入秋季以秋季天皇賞作為首戰，比賽初段採取居中大概戰術，維持於馬群中央內側的位置逐步推進，並於通過彎道時候稍微閃出中檔。進入直路後，其於中檔位置嘗試加速，但未能突破之下無法展開有效的衝刺，最終以第七落敗。
其後挑戰日本盃，比賽初段由外檔位置搶前，進佔先頭第二的位置並一直以此節奏前進。然而進入直路後，其開始力盡逐步墮退，最終大幅失速以第十四大敗。

### 5歲
2024年年初選擇出戰京都紀念，比賽初段維持於較後方的位置推進，直至第四彎道處才逐步抽出外檔望空。進入直路後，其選擇於外檔位置展開加速嘗試超越前方賽駒，但後上不及下未能追上優鶴湖、能量晶石、Makoto Velikij及巴氏金屬下取得第五。
其後出戰大阪盃，本次比賽再度採用留後戰術，一直維持於最後方的位置推進，但在直路上未能縮窄和前方賽駒的距離，最終以第十落敗。
6月15日再度挑戰寶塚紀念，比賽初段一如既往的選擇留後戰術，直至最後彎道仍然未能動作。進入直路後，其徐徐從最外檔位置展開加速迫近前方賽駒，最終超越部分對手下跑獲一席第六的戰績。

### 詳細賽績
| 日期       | 舉辦國家 | 馬場 | 距離   | 級別 | 賽事名稱   | 負重 | 騎師     | 馬號 | 出馬 | 名次 | 時間   | 頭馬（二馬）       |
| ---------- | -------- | ---- | ------ | ---- | ---------- | ---- | -------- | ---- | ---- | ---- | ------ | ------------------ |
| 13/11/2022 | 日本     | 東京 | 草1800 |      | 2歲新馬    | 55   | 戶崎圭太 | 5    | 9    | 1    | 1:50.8 | （生活格調）       |
| 15/1/2023  | 日本     | 中山 | 草2000 | GIII | 京成盃     | 56   | 橫山武史 | 4    | 9    | 1    | 2:02.2 | （Omega Rich Man） |
| 16/4/2023  | 日本     | 中山 | 草2000 | GI   | 皋月賞     | 57   | 橫山武史 | 1    | 18   | 1    | 2:00.6 | （鍵琴高奏）       |
| 28/5/2023  | 日本     | 東京 | 草2400 | GI   | 東京優駿   | 57   | 橫山武史 | 5    | 18   | 2    | 2:25.2 | 鍵琴高奏           |
| 18/9/2023  | 日本     | 中山 | 草2200 | GII  | 聖烈特紀念 | 57   | 橫山武史 | 14   | 15   | 2    | 2:11.7 | 生活格調           |
| 22/10/2023 | 日本     | 京都 | 草3000 | GI   | 菊花賞     | 57   | 橫山武史 | 14   | 17   | 3    | 3:04.0 | 堅韌力             |
| 24/12/2023 | 日本     | 中山 | 草2500 | GI   | 有馬紀念   | 56   | 川田將雅 | 1    | 16   | 8    | 2:31.6 | 勝局在望           |
| 25/2/2024  | 日本     | 中山 | 草1800 | GII  | 中山紀念   | 58   | 田邊裕信 | 3    | 16   | 4    | 1:48.6 | 摩天雲霄           |
| 31/3/2024  | 日本     | 阪神 | 草2000 | GI   | 大阪盃     | 58   | 橫山武史 | 10   | 16   | 7    | 1:58.7 | 寶徠歌劇           |
| 23/6/2024  | 日本     | 京都 | 草2200 | GI   | 寶塚紀念   | 58   | 橫山武史 | 9    | 13   | 2    | 2:12.3 | 響號               |
| 27/10/2024 | 日本     | 東京 | 草2000 | GI   | 秋季天皇賞 | 58   | 橫山武史 | 6    | 15   | 7    | 1:57.7 | 勝局在望           |
| 24/11/2024 | 日本     | 東京 | 草2400 | GI   | 日本盃     | 58   | 橫山武史 | 12   | 14   | 14   | 2:27.7 | 勝局在望           |
| 16/2/2025  | 日本     | 京都 | 草2200 | GII  | 京都紀念   | 58   | 川田將雅 | 4    | 12   | 5    | 2:16.1 | 優鶴湖             |
| 6/4/2025   | 日本     | 阪神 | 草2000 | GI   | 大阪盃     | 58   | 松山弘平 | 4    | 15   | 10   | 1:56.9 | 寶徠歌劇           |
| 15/6/2025  | 日本     | 阪神 | 草2200 | GI   | 寶塚紀念   | 58   | 松山弘平 | 11   | 17   | 6    | 2:12.1 | 名將田原           |

## 血統簡介
父系爲一級賽七勝、2016及2017年日本馬王北部玄駒，祖父Black Tide雖二十二戰戰只得三勝，但血統上並不俗，爲日本最強賽馬之一大震撼的全兄。
母系Skia爲法國賽駒，生涯戰績不俗，曾勝出三級賽空中錦標。外祖父發動力爲英國賽駒，生涯戰績優秀，曾勝出一級賽葉森打吡及馬報錦標。

### 血統表
| 父線：週日寧靜系（Halo系）   |                             |                |                 |
| 種馬 北部玄駒 2012年（棗色） | Black Tide 2001年（深棗色） | 週日寧靜       | Halo            |
| 種馬 北部玄駒 2012年（棗色） | Black Tide 2001年（深棗色） | 週日寧靜       | Wishing Well    |
| 種馬 北部玄駒 2012年（棗色） | Black Tide 2001年（深棗色） | 風中秀髮       | Alzao           |
| 種馬 北部玄駒 2012年（棗色） | Black Tide 2001年（深棗色） | 風中秀髮       | Burghclere      |
| 種馬 北部玄駒 2012年（棗色） | Sugar Heart 2005年（棗色）  | 櫻花進王       | Sakura Yutaka O |
| 種馬 北部玄駒 2012年（棗色） | Sugar Heart 2005年（棗色）  | 櫻花進王       | Sakura Hogaromo |
| 種馬 北部玄駒 2012年（棗色） | Sugar Heart 2005年（棗色）  | Otome Gokoro   | Judge Angelucci |
| 種馬 北部玄駒 2012年（棗色） | Sugar Heart 2005年（棗色）  | Otome Gokoro   | Tizly           |
| 繁殖雌馬 Skia 2007年（棗色） | 發動力 2002年（棗色）       | 望族           | 鞍匠井          |
| 繁殖雌馬 Skia 2007年（棗色） | 發動力 2002年（棗色）       | 望族           | Floripedes      |
| 繁殖雌馬 Skia 2007年（棗色） | 發動力 2002年（棗色）       | Out West       | Gone West       |
| 繁殖雌馬 Skia 2007年（棗色） | 發動力 2002年（棗色）       | Out West       | Chellingoua     |
| 繁殖雌馬 Skia 2007年（棗色） | Light Quest 2000年（棗色）  | Quest for fame | 追逐彩虹        |
| 繁殖雌馬 Skia 2007年（棗色） | Light Quest 2000年（棗色）  | Quest for fame | Aryenne         |
| 繁殖雌馬 Skia 2007年（棗色） | Light Quest 2000年（棗色）  | Gleam of Light | 丹山            |
| 繁殖雌馬 Skia 2007年（棗色） | Light Quest 2000年（棗色）  | Gleam of Light | Gold Runner     |
| 雌系：號族：1-k              |                             |                |                 |
| 五代內近親交配：利法爾 5×5   |                             |                |                 |

## 命名由來
名字Sol Oriens（ソールオリエンス）於拉丁語中，意思為「日出之初」，香港則取「日出東方」的意義，翻譯為「初日高升」。

## 外部連結
- 初日高升 netkeiba.com （页面存档备份，存于）
- 血統表 （页面存档备份，存于）